# Andre Chenier (opera)
Andre Chenier je veristična opera v štirih slikah Umberta Giordana. Libreto je spisal Luigi Illica, ki je za osnovo vzel resnično zgodbo francoskega pesnika iz časa francoske revolucije. Krstna predstava je bila v milanski Scali 28. marca 1896.
Opera je bila večkrat uprizorjena tudi na slovenskih opernih odrih.

## Osebe
- André Chénier, pesnik - tenor
- Charles Gérard, sluga - bariton
- Madeleine de Coigny - sopran
- Mulatka Bersi, služkinja - mezzosopran
- Grofica Coigny - alt
- Madlon - alt
- Roucher, Chenierjev prijatelj - bas
- Pesnik Fléville - bariton
- Tinville, javni tožilec - bas
- Sanscullote Mathleu, im. Populos -  bas
- Incroyable - tenor
- Opat, pesnik - tenor
- Schmidt, ječar v Saint Lazzareu - tenor
- Majordomus
- Dumas - bariton
- Dame, gospodje, lakaji, hišne. — Meščani, sansculoti, carmagnolke, narodni gardisti, merveilleuse, incroyabli, predstavniki ljudstva, sodniki, obsojenci, stari Gérard ...

## Vsebina

### Prva slika
Leta 1789 na večer pred izbruhom revolucije nekje na deželi na gradiču grofice de Codgny. 
Na bleščečo večerno zabavo sprejema gostiteljica odlične in petične goste, med njimi tudi pesnike in glasbenike, med katerimi je tudi mladi poet André Chénier. Splošno razigrano razpoloženje družbe pa zmoti ravno on, ko izzvan po zasmehujočem vedenju lepe in mlade grofičine hčerke Madeleine improvizira pesem, v kateri ostro opominja in graja življenje visoke družbe, ki pozablja na bedo preprostega ljudstva, na dobroto in na srce. Ogorčenje in preplah dosežeta vrhunec, ko grofičin komorni sluga Gérard na čelu lačne množice vdere v grad in nasilno prekine plesno zabavo. Razburjena grofica ukaže raztrgance odgnati, gostje pa
s strahom in v slutnji novih dogodkov nadaljujejo z gavoto, s starim francoskim plesom.

### Druga slika
Godi se leta 1794. 
Prijatelj Roucher Chénieru zaupa, da je že osumljen in da je zato najbolje, če pravočasno pobegne. Chénieru pa se beg z ene stran upira, z druge strani
pa ga zadržujejo iskrena pisma neznanke, ki se na skrivnem sestanku z njim razodene za Madeleino. Izpoved nesrečnega dekleta, ki je ostala sama na svetu — mater so ji ubili in grad požgali — gane mehko srce mladostnega poeta, da ji v zanosni besedi obljubi svojo zaščito, svojo ljubezen in vdano zvestobo. Vtem pa ju zaloti Gérard, ki je postal medtem ugleden funkcionar revolucije in v svoji davni in blazni strasti do Madeleine čuti v Chénieru nevarnega tekmeca. Besno ju napade, Chénier ga v dvoboju rani, Madeleini pa se posreči s pomočjo Rorchera uiti. Besna množica zahteva maščevanje za ranjenega Gérarda.

### Tretja slika
V razpravni dvorani »Odbora za javno blaginjo«. 
Na poziv sanskilota Mathieuja in poslanca Gérairda darujejo žene denar in dragulje za vojsko in domovino. Še vedno v brezumnem zagonu za Madeleino je dal Gérard prijeti Chéniera in ga obtožil izdajstva. Inoroyable mu zlobno prišepetava, da bo z aretacijo Chéniera še najbolj zanesljivo prišel tudi do Madeleine, ker bo prišla za njim, kar se tudi resnično zgodi. Ob pogledu in spričo bližine ljubljene žene ji Gértard v neobrzdanem izbruhu izpove svojo ljubezen, zahtevajoč jo vso in popolnoma samo zase. Ko pa mu Madeleine skrušeno in vdano izjavi, da je pripravljena tudi na to žrtev, samo da reši Chénieru življenje, se v Gérardu zaradi take ljubezni zbudi nenadoma drugačen človek, pokesa se svojega dejanja, skuša ga pri sodišču popraviti — toda na žalost je že prepozno. Javni tožilec in krvi željna množica terjata svoje in Chéniera obsodijo — kljub njegovem zagovoru — na smrt.

### Četrta slika
V ječi Saint Lazzare. 
Chénier piše svoje poslovilno pismo. Madeleine podkupi ječarja, da zamenja imeni oseb in tako lahko sama stopi na mesto neke ženske, ki je obsojena na smrt. Ob prvem jutranjem svitu se Andre in Madeleine v predsmrtnem veličastnem zanosu poslovita od sveta in v ljubezni zmagovito nastopita pot na morišče pod giljotino.

## Glasbeni primer
- Arija Chenierja Un dì all'azzurro spazio iz prve slike v interpretaciji Luciana Pavarottija